# Eguzkialde
Eguzkialde es un palacio en Neguri. De estilo neomontañes, fue diseñada en 1918 por el arquitecto Leonardo Rucabado.
Es uno de los edificios más conocidos y representativos de la arquitectura de Vizcaya del primer tercio del siglo XX. Es también conocido como Casa Barbier o Casa de la Alcaldesa, en alusión a sus distintos propietarios. El industrial Pedro María Barbier fue quien encargó la construcción del palacio y fue también su primer inquilino. En 1957 el palacio fue adquirido por el matrimonio formado por Pilar Careaga Basabe y Enrique Lequerica Erquicia. Pilar Careaga fue la primera mujer ingeniero industrial de España y alcaldesa de Bilbao entre 1969 y 1975.
Pese a arrancar en una cota inferior a la de los palacios circundantes, el edificio consigue atraer la atención visual de los paseantes por medio de la verticalidad de los volúmenes, la ajustada puesta en escena y el extremo barroquismo de las fachadas. El resultado es un compendio de los característicos elementos del estilo neomontañes: escudos, torres, bolas y aleros.
El edificio está incluido dentro del Conjunto Monumental de Getxo y calificado con protección especial (BOPV 5-6-2001).